# 森之宮
森之宮（日语：／）是大阪府大阪市中央區、城東區、東成區的區域名，也是城東區的町名。

## 概要
現行行政地名為中央區森之宮中央（森ノ宮中央）、城東區森之宮、東成區中道1丁目（舊町名：森町南）等。
位於上町台地北端東斜面，地域西側多辦公大樓與公共設施，東側有團地與住宅。城東區森之宮一帶有大型團地。
主要幹道有南北向的玉造筋，東西向的中央大通。中央大通上方有阪神高速13號東大阪線，並設有森之宮出入口。
鐵路方面，通過本地的大阪環狀線可前往大阪站與天王寺站。大阪市營地下鐵長堀鶴見綠地線通過玉造筋與大阪城公園地底，中央大通地下有大阪市營地下鐵中央線。

### 地價
根據2014年（平成26年）1月1日的公告地價，森之宮中央1-25-5的住宅地價為48萬7000日圓/m2，為大阪市中央區最高。

## 地名由來
原大坂城鎮座生國魂神社東側有大片的森林。由於該神社又稱難波大社，森林也稱難波森（なにわのもり）。598年，森林裡飼養著來自新羅的喜鹊，因此又名鵲森（かささぎのもり）。同時，聖德太子在此地建造祭祀用明天皇的鵲森宮，通稱「森之宮」。之後成為本地地名。

## 歷史

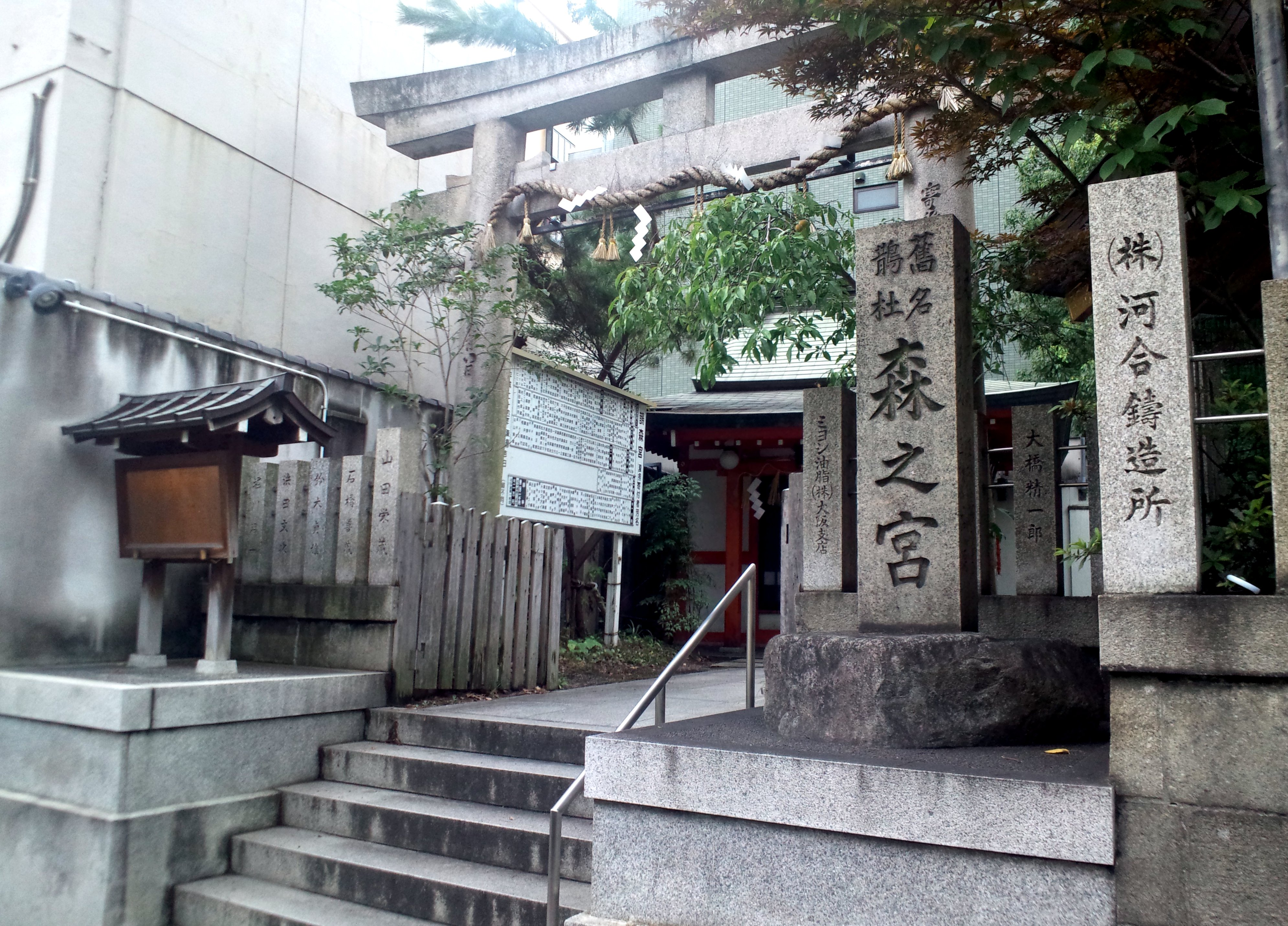
鵲森宮入口

依據此地的森之宮遺跡，森之宮地區自繩文時代就有人類居住。從森之宮遺跡的貝塚可發現繩文時代的貝殼為海水性，彌生時代為淡水性。由此可知上町台地東側原為廣大的海洋（河內灣），後淡水化成為潟湖、河內湖，之後逐漸淤積形成大阪平原。
江戶時代，貓間川以西（現在的中央區森之宮中央）地區的貓間川左岸北側是聚落東成郡森村，南側為玉造町人町之一的玉造森町，其他大部分是大坂城代轄下之玉造口定番屋敷地，貓間川以東（現在的城東區森之宮、東成區中道1丁目）為耕地。
明治時代，現在的大阪城公園原為大阪砲兵工廠，法圓坂住宅原為大阪陸軍被服支廠。森之宮、玉造一帶受惠於砲兵工廠與被服支廠而發展為市區。1932年，國鐵城東線（現在的大阪環狀線）森之宮站開業。此外，現在的城東區森之宮一帶原是陸軍的城東練兵場，1940年轉為大阪砲兵工廠擴張用地。
第二次世界大戰，此地受到美軍多次轟炸。
1960年代，城東練兵場、大阪砲兵工廠改建為日本住宅公團（現獨立行政法人都市再生機構）森之宮團地，1967年8月開放入住。
- 1870年－設立大阪造兵司（之後的大阪砲兵工廠）。
- 1903年9月－設置陸軍被服廠大阪支廠（之後的大阪陸軍被服支廠）。
- 1931年11月6日－大阪城天守閣再建。
- 1932年4月21日－國鐵城東線（現在的大阪環狀線）森之宮站開業。
- 1940年－大阪砲兵工廠擴張至城東練兵場。
- 1945年6月7日－第3回大阪大空襲，被服支廠全毀。
- 1945年6月15日－第4回大阪大空襲，森之宮國民學校全毀。
- 1945年8月14日－第8回大阪大空襲，砲兵工廠受損。
- 1967年8月－公團森之宮團地開放入住。
- 1967年9月30日－大阪市營地下鐵4號線（現在的中央線）森之宮站開業。
- 1974年－阪神高速13號東大阪線開通。
- 1979年4月1日－大阪市立森之宮小學校（日语：大阪市立森之宮小学校）開校
- 1996年12月11日－大阪市營地下鐵長堀鶴見綠地線森之宮站開業。

## 主要設施
- 森之宮站－大阪環狀線、大阪市營地下鐵中央線、大阪市營地下鐵長堀鶴見綠地線
- 中央大通（日语：中央大通）
- 玉造筋（日语：玉造筋）
- 阪神高速13號東大阪線森之宮出入口
- 大阪城公園（森之宮站西北方）

### 中央區森之宮中央
- 鵲森宮（森之宮神社）
- 大阪府青少年會館
- 森之宮Piloti Hall（日语：森ノ宮ピロティホール）
- Sakura Color Products（日语：サクラクレパス）本社
- 近畿勞動金庫（日语：近畿労働金庫）本店

### 城東區森之宮
- JR西日本吹田總合車輛所（日语：吹田総合車両所）森之宮支所
- 大阪市交通局 森之宮車輛管理事務所
- 大阪市交通局森之宮檢車場
- 大阪市環境局森之宮工場
- 森之宮醫院
- 大阪府紅十字血液中心
- 財團法人大阪癌預防檢診中心（大阪がん予防検診センター）
- 都市再生機構森之宮團地
- 大阪市立森之宮小學校（日语：大阪市立森之宮小学校）
- 扶桑藥品工業（日语：扶桑薬品工業）本社事務所、城東工場

### 東成區中道1丁目
- 大阪府立成人病中心

### 周邊區域
- 大阪市立中央青年中心
- 國立衛生試驗所
- 大阪國際平和中心
- 大阪KKR飯店（KKRホテルオーサカ）
- 玉造稻荷神社（日语：玉造稲荷神社）
- 森之宮醫療學園專門學校（日语：森ノ宮医療学園専門学校）
- 大阪市立北中道小學校（日语：大阪市立北中道小学校）
- 大阪市立玉造小學校（日语：大阪市立玉造小学校）
- 城星學園中學校、高等學校（日语：城星学園中学校・高等学校）
- 城星學園小學校（日语：城星学園小学校）

## 備註
1. ↑  .   [2014-10-11]. （原始内容存档于2014-10-06）.

## 関連項目
- 大阪城公園
- 大阪砲兵工廠
- 法圓坂
- 馬場町
- 玉造